# دوره‌گرد

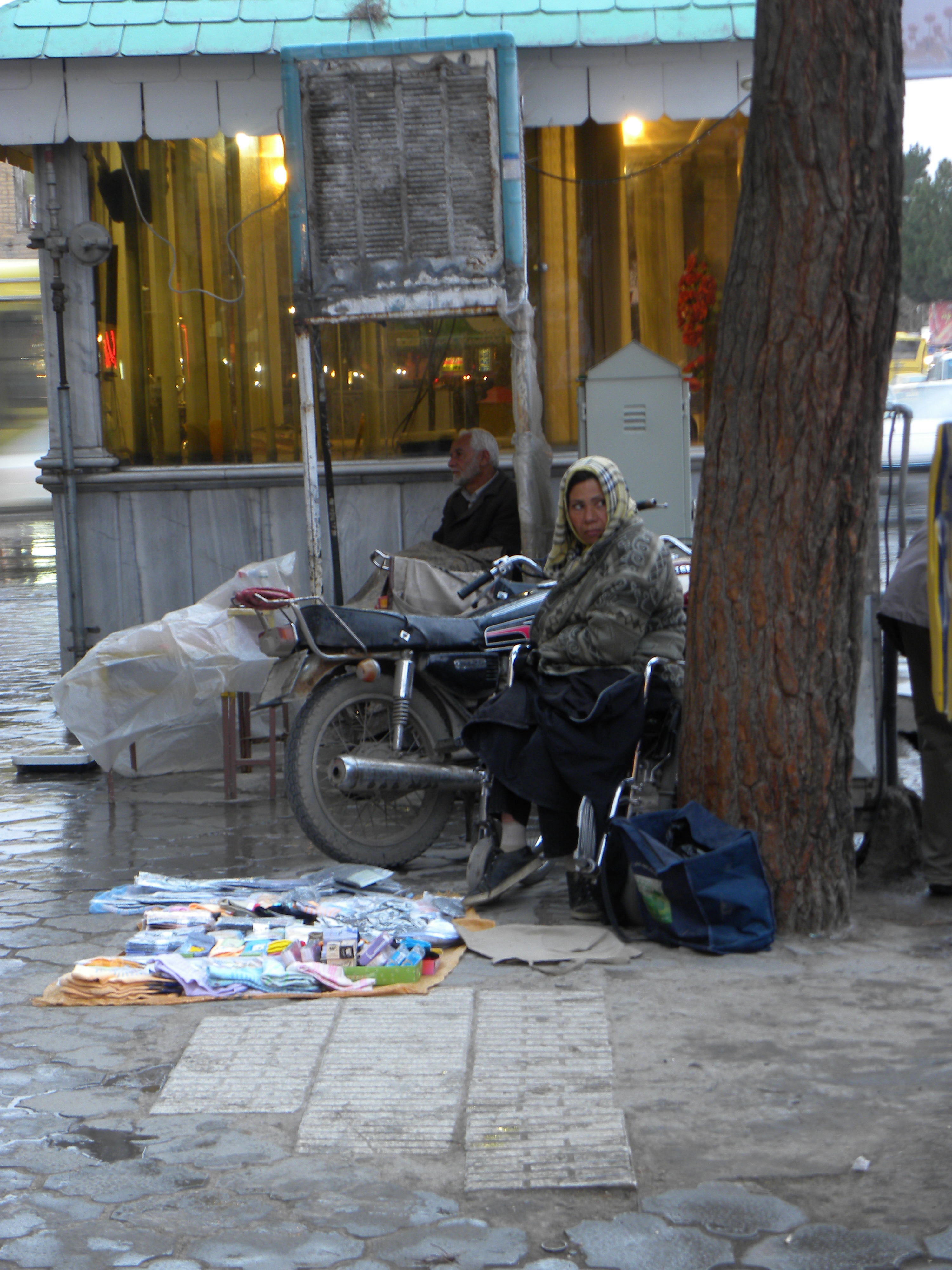
یک دستفروش در نیشابور

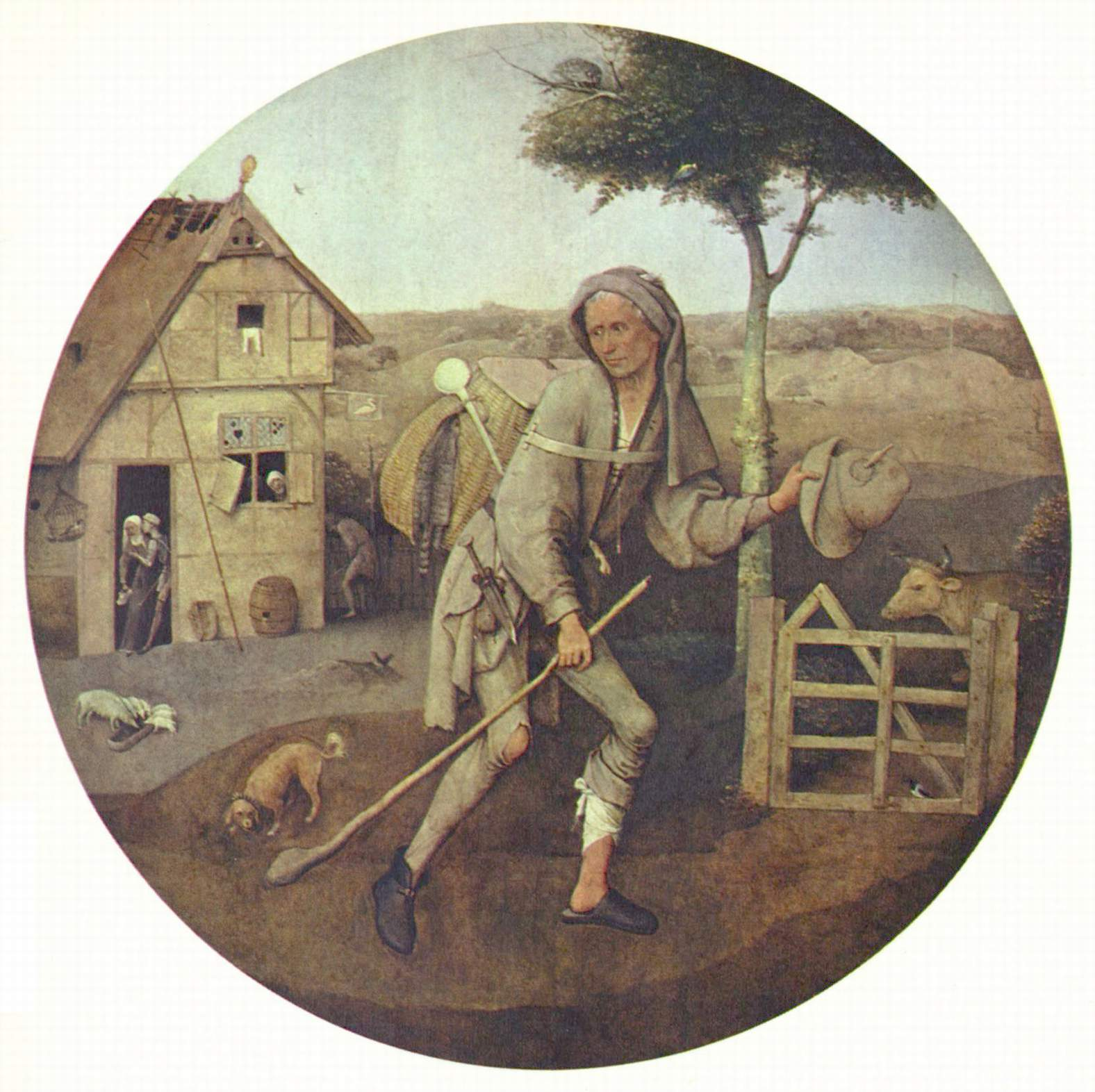
دورِه گرد توسط هیرونیموس بوشهای موزه بویمانس فان بنینگن

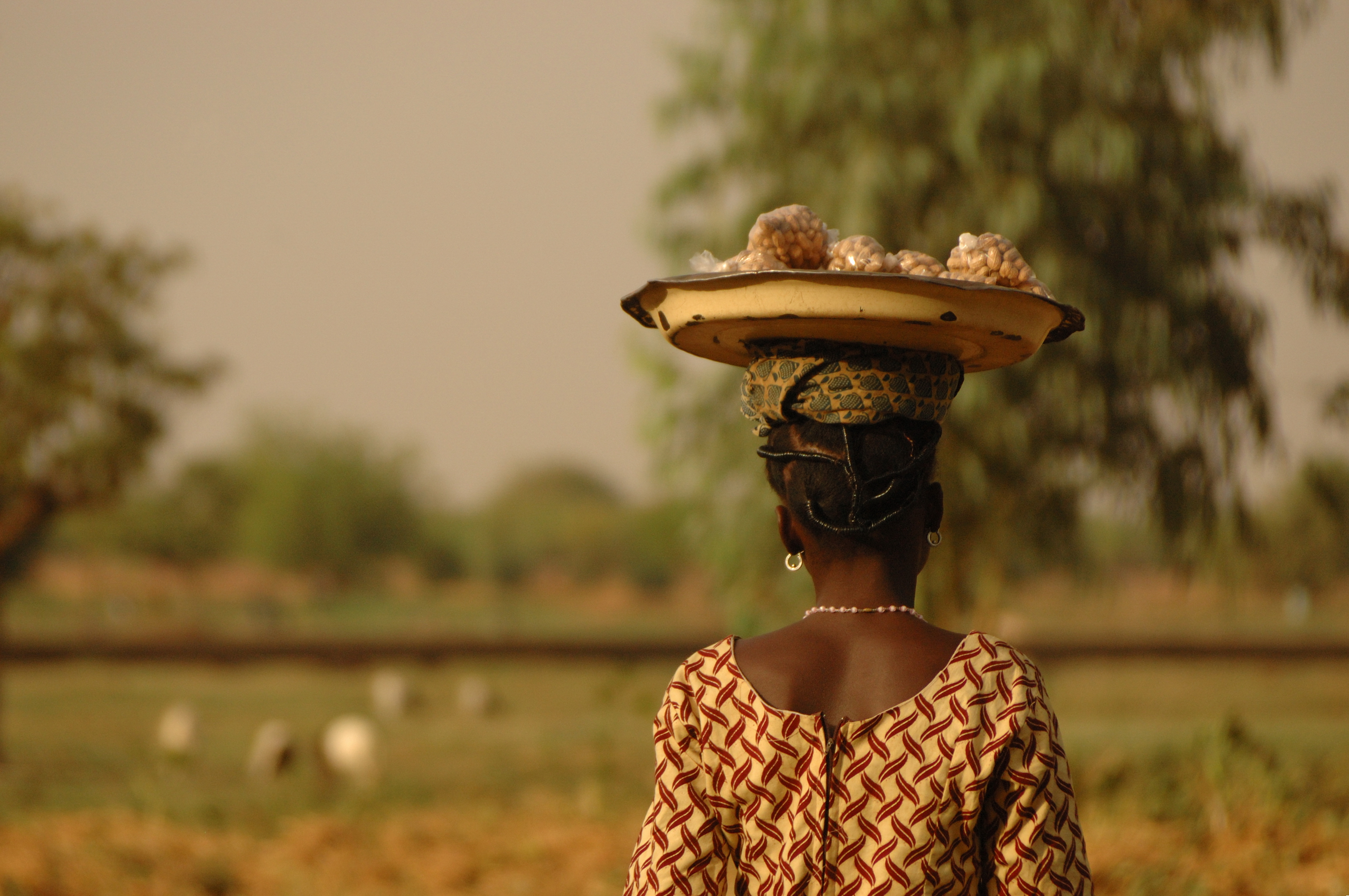
فروشنده بادام‌زمینی در واگادوگو

دستفروش دوره گرد یا دوره گرد (نیز: دستفروش، دلال دوره گرد و مانند آن) (در انگلیسی: pedlar, canvasser, cheapjack,higler) به هر فروشنده‌ای گفته می‌شود که برای فروش کالا یا خدمات خود سفر می‌کند. دوره گردها کالاها را به شهرهای کوچک، روستاها و محله‌های حاشیه‌های شهرها می‌برند و معمولاً در کنار خیابان به فروش غذا و کالا می‌پردازند.
در اروپا گزارش‌هایی از عدم صداقت در فروش یا جرائم صورت‌گرفته توسط دستفروشان دوره گرد گزارش شده‌است.

## تاریخچه

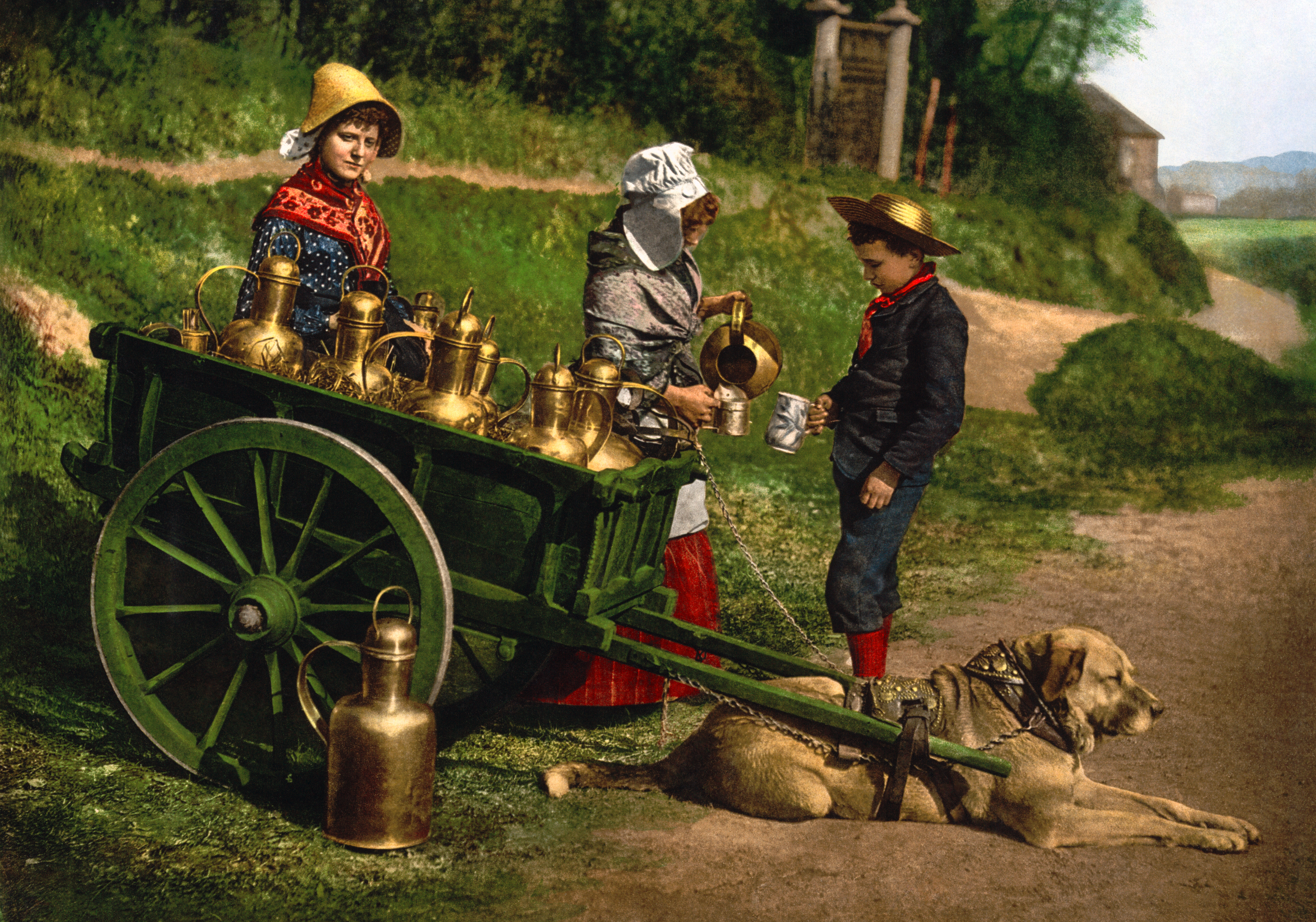
بلژیک شیرفروشان دوره‌گرد ۱۸۹۰–۱۹۰۰

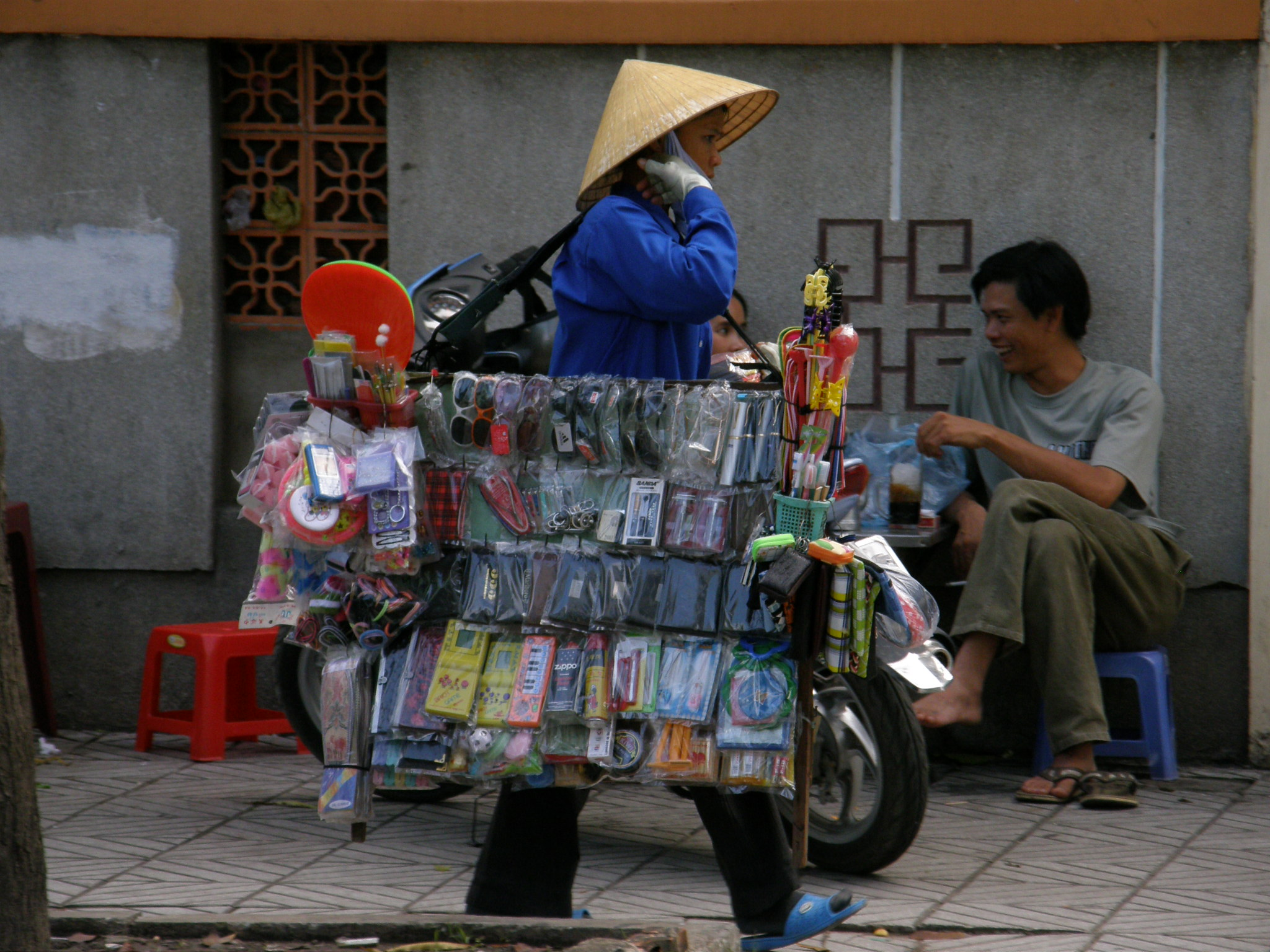
ویتنامبا شهر هوشی مین (سایگون)

دستفروشان دوره گرد معمولا خود با پای پیاده سفر می‌کرده‌اند و کالاهای خود را با توسط فردی دیگر یا حیوانات و واگن و مانند آن حمل می‌کرده‌اند.
دستفروشان دوره‌گرد امروزی ممکن است از وسایل نقلیه موتوری برای حمل و نقل خود و کالاهایشان استفاده کنند. شیوه کار آن‌ها فروش در درب منزل یا شرکت در نمایشگاه‌های فروش است.
در بسیاری از اقتصادها دوره‌گردی به به عشایر و اقلیت‌هایی مانند کولی‌ها، مسافران یا Yenicheها اختصاص دارد. علاوه بر فروشندگان، نوازندگان، درمانگرانو یا فالگیران نیز از مشاغل دوره‌گرد محسوب می‌شوند.
در حالی که دوره‌گردها نقش مهمی در تأمین کالاهای جمعیت‌های پراکنده داشته‌اند، به دلیل افزایش تراکم جمعیت و قدرت خرید مردم، این شیوه از خرید (یکجانشینی) امروزه چندان مورد توجه نیست و امکانات حمل و نقل حتی امکان سفر به روستاییان را هم می‌دهد.

## انواع دوره‌گردی و نام مشاغل

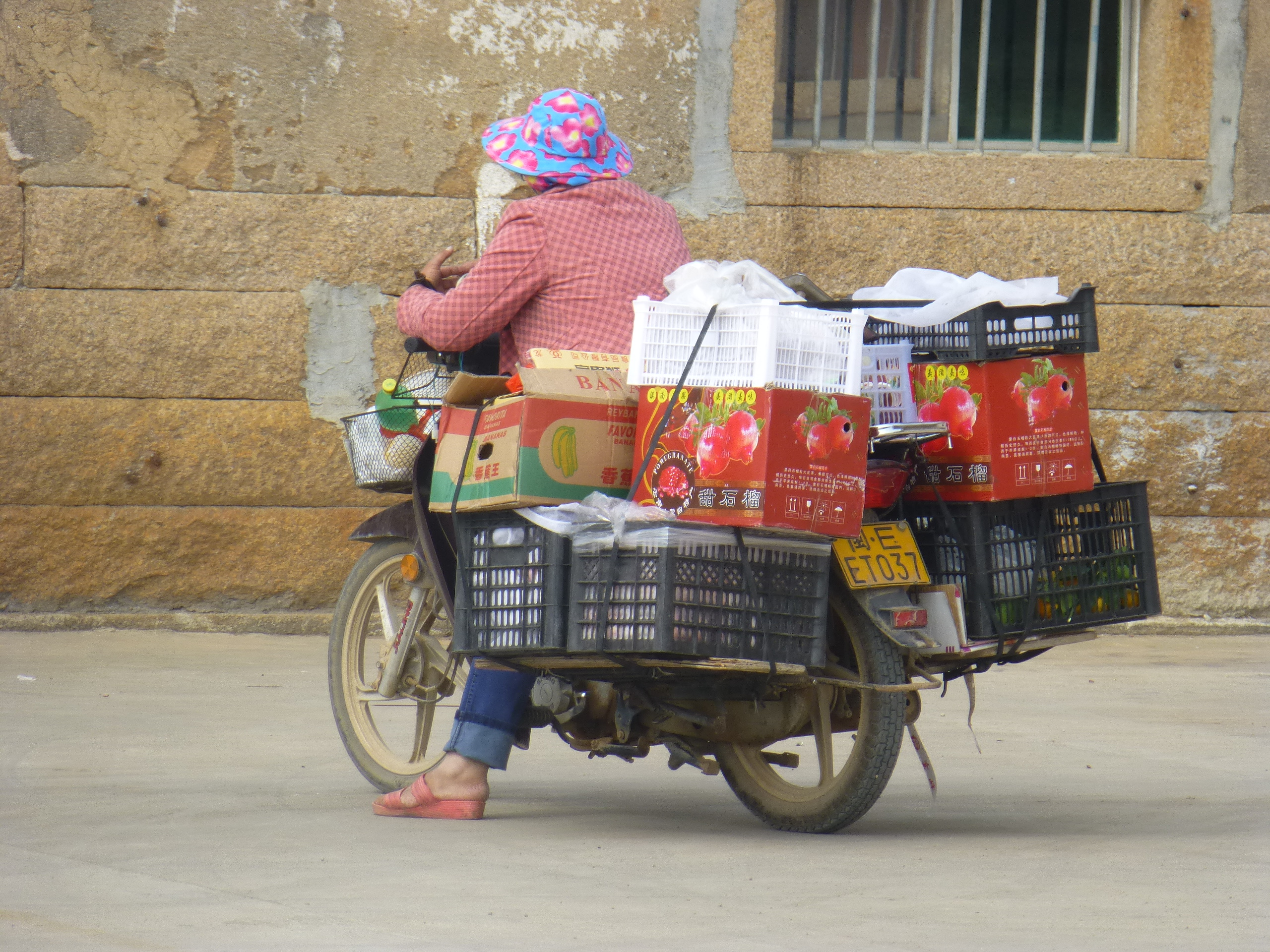
نمونه فروشنده درب-به-درب در روستایی Zhangpu شهرستان‌های فوجیانچین

موارد زیر عمدتاً دارای معنای نزدیک به هم و اشاره‌کننده به انواع دوره‌گردی برای فروش هستند:
- پنیرفروش
- Costermonger (سیب فروش)
- ماهی‌فروش
- قواد
- Ironmonger (فروشنده اشیای فلزی - آهنی)
- پارچه‌فروش و خیاط دوره‌گرد

برخلاف ترکیبات از قرن ۱۶ بیشتر تحقیرآمیز تشکیل‌شده از این مترادف هستند:
- Disease mongering
- قواد (fornicator)
- شایعه پراکن
- Merit-monger
- Power monger
- شایعه بازرگان
- رسوایی بازرگان
- ترساندن بازرگان
- Warmonger,

نام برخی از دوره‌گردان دارای محصول یا صنعت خاص عبارتند از:
- چندلر (کشتی فروشگاه)
- زغال سنگ (coal)
- Milliner (کلاه)
- Lanier (در حال حاضر تنها یک نام خانوادگی که قبلاً یک دستفروش از پشم)
- کوپر (بشکه)

نام برخی از تحقیرآمیز از دیگر زیر یا supertypes یا بستگان نزدیک از دستفروشان عبارتند از:
- فروشنده درب-به-درب
- Haberdasher
- چک و چانه زدن
- فروشنده
- فروشنده
- مشتری جلب کردن
- وندور
- Rag-and-bone man

اگرچه شباهت اساسی بین فعالیت‌ها در دنیای قدیم و دنیای جدید وجود دارد اما دوره‌گردی قدیم و جدید دارای تفاوت‌های قابل توجهی است. در بریتانیا دوره‌گرد به کسانی متفاوت از کولی‌ها گفته می‌شد.
- فروشندگان مواد غذایی و به‌طور معمول badgers
- فروشندگان کتاب و نوشت‌افزار

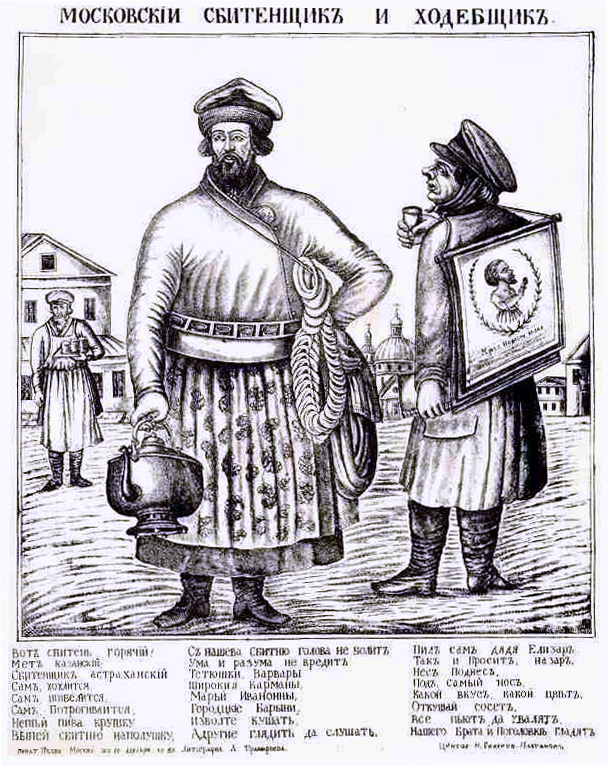
Sbitenshchik و Khodebshchik "lubok چاپ» (قرن ۱۹).

- در روسیه Khodebshchik (روسی: ходебщик) به فرد حامل یک بیلبورد تبلیغاتی یک محصول یا خدمات و جارزن گفته می‌شد.

## در ادبیات
در سدۀ ۱۹ در ادبیات واژگان ارزان‌فروشی و دستفروشی و دوره‌گردی دیده می‌شود. معروف‌ترین مثال داستان «دکتر ماریگولد» از چارلز دیکنز است.